# یواس‌اس اوبانون (دی‌دی-۹۸۷)
یواس‌اس اوبانون (دی‌دی-۹۸۷) (به انگلیسی: USS O'Bannon (DD-987)) یک کشتی بود که طول آن 529 ft (161 m) waterline; 563 ft (172 m) overall بود. این کشتی در سال ۱۹۷۸ ساخته شد.